# Gustaf Edvard Klemming

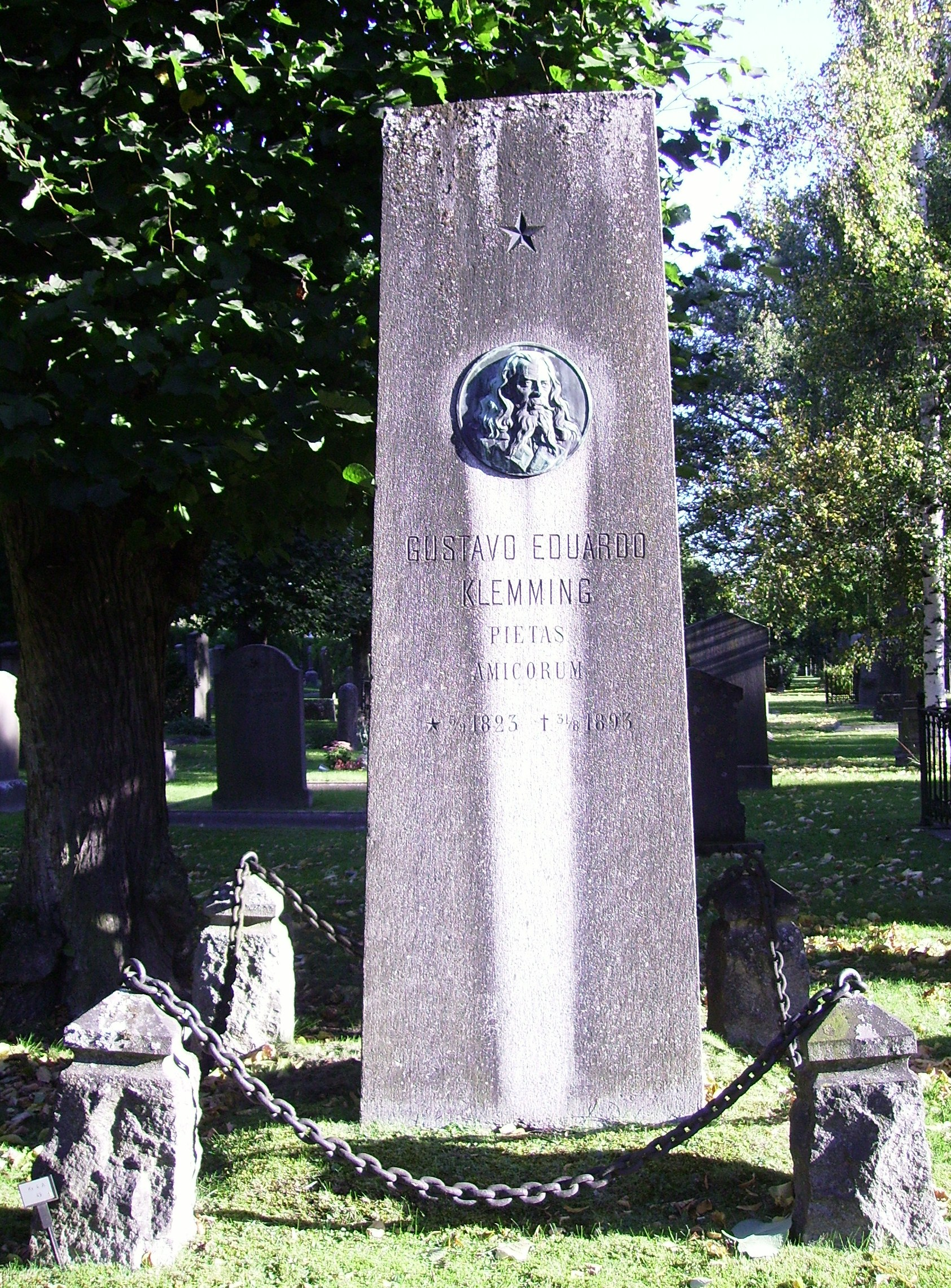
Gustaf Edvard Klemmings gravvård på Norra begravningsplatsen i Solna kommun. "Pietas Amicorum" står på vården.

Gustaf Edvard Klemming, född 5 september 1823 i Stockholm, död 31 augusti 1893 på Kesätter i Vingåker, var överbibliotekarie vid Kungliga biblioteket och utgivare av bland annat Erikskrönikans första tryckta version.

## Familjeförhållanden
Klemmings föräldrar var bleckslagaråldermannen Carl Gustaf Klemming (1786–1851) och Ulrika Maria Holmström. Han gifte sig 16 augusti 1863 med Clara Louise Schönberg (1833–1913), dotter till sjötullvaktmästaren Fredrik Reinhold Schönberg och Christina Catharina, född Öberg. Makarna Klemming hade fyra döttrar, samtliga födda innan föräldrarna gifte sig, den första 1855.

## Studier och yrkeskarriär
Klemming inskrevs 1841 som student vid Uppsala universitet. Han anställdes vid Kungliga biblioteket i januari 1844, inledningsvis utan lön. Efter kansliexamen vid Uppsala universitet 1846 fick han 1847 tjänst som extraordinarie amanuens vid Kungliga biblioteket. Klemming blev 1858 ordinarie amanuens där och blev redan samma år vice bibliotekarie. Samtidigt innehade han 1858–72 en tjänst som amanuens vid Myntkabinettet. I november 1860 blev Klemming tillförordnad chef för Kungliga biblioteket och 27 oktober 1865 blev han chef med titeln kungliga bibliotekarien. Chefstiteln ändrades 1 januari 1878 till överbibliotekarie. Klemming avgick med pension 10 oktober 1890.
Gustaf Edvard Klemming grundlade till stor del sin karriär genom att 1856 donera sin privata boksamling, omfattande över 10 000 band svenska trycksaker och utländsk litteratur om Sverige, till Kungliga biblioteket. Fram till dess hade samlingen förvarats i föräldrahemmet på Drottninggatan 40, delvis i vedboden.
Som chef för Kungliga biblioteket blev Klemming huvudansvarig för två viktiga uppgifter; utbrytandet av den svenska litteraturen till en särskild avdelning och planerandet av den nya biblioteksbyggnad i Humlegården som öppnades 2 januari 1878 och ersatte Kungliga bibliotekets gamla och alltför små lokaler i kungliga slottet.

## Utgivningsarbetet

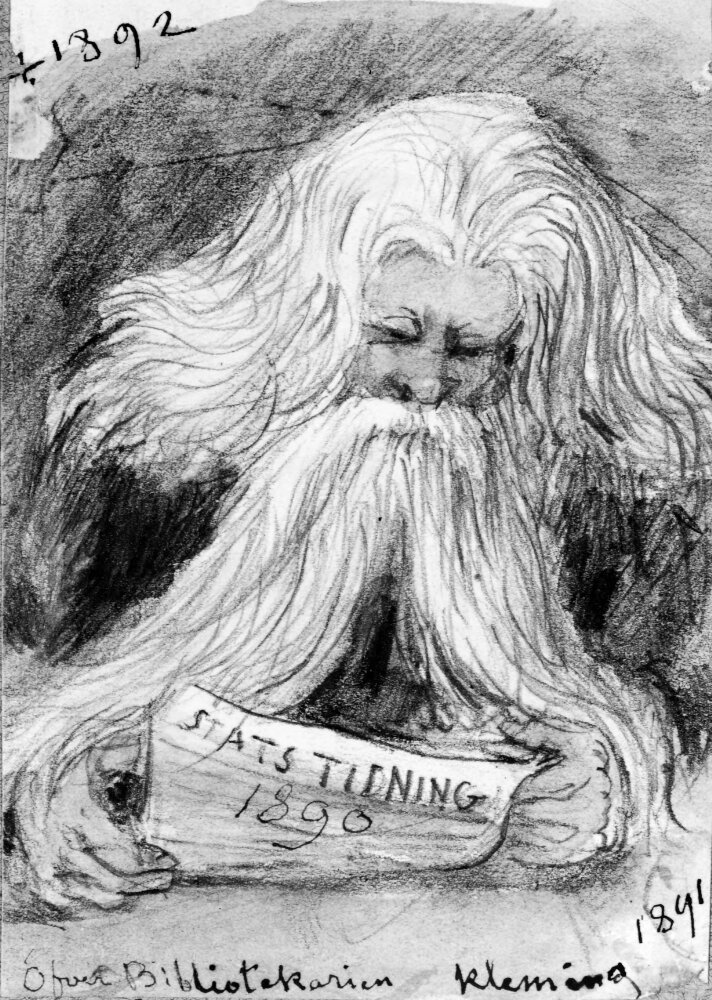
Skiss över Klemming av Fritz von Dardel.

Redan som student träffade Klemming på Kungliga biblioteket den brittiske fornskriftsforskaren George Stephens och de inledde en livslång vänskapsrelation med vittgående konsekvenser för utgivningen av gamla svenska handskrifter. Det var Stephens som tog initiativet till bildandet av Svenska fornskriftssällskapet. I sällskapets skriftserie kom Klemming att ge ut sammanlagt 28 band. Hans första utgivna arbete var en av Eufemiavisorna, Flores och Blanzeflor. Som det viktigaste av hans utgivna arbeten betraktas dock den svenska rimkrönikesviten från medeltiden.
Klemming var autodidakt som handskriftstolkare och hans brist på filologisk skolning märktes framför allt i kommentarer och variantapparaten. Hans styrka var en oerhörd noggrannhet och öga för detaljer. Klemmings arbeten har därför delvis behållit sin vetenskapliga användbarhet in i nutiden. Det enda av honom utgivna arbete som med nutida kriterier anses vetenskapligt helt undermåligt är Heliga Birgittas uppenbarelser.
Åren 1865-68 utgav Klemming Svenska medeltidens rimkönikor i tre band. Första bandet omfattade Erikskrönikan, band 2 Karlskrönikan med den inarbetade Engelbrektskrönikan och slutligen i band 3 Sturekrönikan. Därmed blev dessa berättande källor för första gången tillgängliga för en större allmänhet.
Klemming utgav också ett stort antal andra för forskningen viktiga handskrifter, bland andra Svenska medeltidens bibelarbeten (1848–55), Skråordningar (1856), Swedenborgs drömmar 1744 jemte hans andra anteckningar (1859), Peder Swarts krönika (1870), Bellmans poetiska arbeten (1872), Svenska medeltids dikter och rim (1881–83), Läke- och örte-böcker från Sveriges medeltid (1883–86) och ett urval ur Sumlen av Johannes Bureus (1886).